# Jossigny
Jossigny és un municipi francès, situat al departament de Sena i Marne i a la regió de Illa de França. L'any 2007 tenia 652 habitants.
Forma part del cantó de Torcy, del districte de Torcy i de la Comunitat d'aglomeració Marne i Gondoire.

## Demografia

### Població
El 2007 la població de fet de Jossigny era de 652 persones. Hi havia 230 famílies, de les quals 48 eren unipersonals (12 homes vivint sols i 36 dones vivint soles), 57 parelles sense fills, 105 parelles amb fills i 20 famílies monoparentals amb fills.
La població ha evolucionat segons el següent gràfic:
Habitants censats

### Habitatges
El 2007 hi havia 265 habitatges, 235 eren l'habitatge principal de la família, 6 eren segones residències i 25 estaven desocupats. 220 eren cases i 44 eren apartaments. Dels 235 habitatges principals, 169 estaven ocupats pels seus propietaris, 59 estaven llogats i ocupats pels llogaters i 7 estaven cedits a títol gratuït; 5 tenien una cambra, 21 en tenien dues, 42 en tenien tres, 61 en tenien quatre i 105 en tenien cinc o més. 171 habitatges disposaven pel capbaix d'una plaça de pàrquing. A 101 habitatges hi havia un automòbil i a 109 n'hi havia dos o més.

### Piràmide de població
La piràmide de població per edats i sexe el 2009 era:
| Homes | Edats   | Dones |
| ----- | ------- | ----- |
| 0     | 95 o +  | 0     |
| 0     | 90 a 94 | 0     |
| 4     | 85 a 89 | 0     |
| 0     | 80 a 84 | 8     |
| 12    | 75 a 79 | 12    |
| 20    | 70 a 74 | 0     |
| 4     | 65 a 69 | 24    |
| 12    | 60 a 64 | 8     |
| 32    | 55 a 59 | 24    |
| 12    | 50 a 54 | 32    |
| 16    | 45 a 49 | 16    |
| 20    | 40 a 44 | 20    |
| 8     | 35 a 39 | 8     |
| 40    | 30 a 34 | 16    |
| 24    | 25 a 29 | 20    |
| 20    | 20 a 24 | 4     |
| 8     | 15 a 19 | 4     |
| 24    | 10 a 14 | 16    |
| 0     | 5 a 9   | 8     |
| 20    | 0 a 4   | 28    |

## Economia
El 2007 la població en edat de treballar era de 430 persones, 329 eren actives i 101 eren inactives. De les 329 persones actives 302 estaven ocupades (168 homes i 134 dones) i 26 estaven aturades (10 homes i 16 dones). De les 101 persones inactives 33 estaven jubilades, 43 estaven estudiant i 25 estaven classificades com a «altres inactius».

### Ingressos
El 2009 a Jossigny hi havia 222 unitats fiscals que integraven 611 persones, la mediana anual d'ingressos fiscals per persona era de 23.114 €.

### Activitats econòmiques
Dels 65 establiments que hi havia el 2007, 2 eren d'empreses extractives, 3 d'empreses alimentàries, 2 d'empreses de fabricació de material elèctric, 4 d'empreses de fabricació d'altres productes industrials, 13 d'empreses de construcció, 14 d'empreses de comerç i reparació d'automòbils, 5 d'empreses de transport, 2 d'empreses d'hostatgeria i restauració, 1 d'una empresa financera, 4 d'empreses immobiliàries, 11 d'empreses de serveis, 1 d'una entitat de l'administració pública i 3 d'empreses classificades com a «altres activitats de serveis».
Dels 14 establiments de servei als particulars que hi havia el 2009, 1 era una funerària, 1 guixaire pintor, 1 fusteria, 2 lampisteries, 3 electricistes, 4 empreses de construcció i 2 restaurants.
Dels 4 establiments comercials que hi havia el 2009, 1 era una botiga de més de 120 m², 1 una botiga de menys de 120 m², 1 una fleca i 1 una joieria.
L'any 2000 a Jossigny hi havia 7 explotacions agrícoles que ocupaven un total de 574 hectàrees.

## Equipaments sanitaris i escolars
El 2009 hi havia una escola elemental.

## Poblacions més properes
El següent diagrama mostra les poblacions més properes.